# Благовест Стоянов
Благовест Стоянов е български състезател по кану-каяк от Асеновград.
На летните олимпийски игри в Барселона печели бронзов медал на 500 м двуместено кану. Най-добрите резултати от световни шампионати на Стоянов идват заедно със съотборника му Маринов. На световния шампионат в Мексико сити 1994 двамата печелят бронзов медал на 500 м. На следващата година в Дуисбург отново повтарят постижението си, но този път на 200 м.